# جنگ‌های گوتیک
جنگهای گوتیک یک سری طولانی از درگیریها قبایل گوت علیه امپراتوری روم بین سالهای ۲۴۹ و ۵۵۴ بود. جنگهای اصلی در زیر شرح داده شده‌است.

## جنگ گوتیک (۲۵۳–۲۴۹)

نقشه تهاجمات ۲۶۷–۹

جنگ احتمالاً پس از آن آغاز شد که فیلیپ عرب، سلف امپراتور دقیانوس، از ادامه پرداخت یارانه سالانه به قبایل منطقه که توسط امپراتور ماکسیمینوس تراکس در سال ۲۳۸ در حالی که گرسنه بودند آغاز شد، امتناع ورزید. گوتها توسط پادشاه Cniva سینوا هدایت می‌شدند که در سال ۲۴۹ یا ۲۵۰ با دو ارتش از دانوب عبور کرده بود. ستون اصلی سینوا با ۷۰٬۰۰۰ نفر به‌طور ناموفقی به Novae حمله کرد و سپس در نبرد Nicopolis ad Istrumاز دقیانوس شکست خورد. سینوا به سمت Augusta Traiana فرار می‌کند دقیانوس او را تعیب می‌کند و در نبرد Beroe سنیوا پیروز می‌شود و قوای او شهر را غارت می‌کنند. دقیانوس ناچار می‌شود ارتش خود را به شمال بکشاند به فیلیپوپولیس (تراکیا) (پلوودیو در بلغارستان فعلی) برود؛ و زمان زیادی را باقی گذاشته تا سینوا شهر موزیا Moesia را غارت کند. پس از غارت آن شهر گوتها نیز برای محاصره شهر فیلیپوپولیس به سمت جنوب حرکت کردند. نبرد فیلیپوپولیس در سالهای ۲۵۰ یا ۲۵۱ انجام شد و پس از مدتها محاصره شهر گوتها پیروز شدند. متعاقباً پادشاه سنیوا با فرمانده شهر و فرماندار تراکیه، تیتوس ژولیوس پریسکوس، بر علیه دقیانوس متحد شد. دقیانوس تجدید قوا می‌کند ولی نبرد ابریتوس در سال ۲۵۱ منجر به کشته شدن دقیانوس و پسرش هرنیوس اتروسکوس شد.

## جنگ گوتیک (۲۶۷–۲۶۹)
مقاله اصلی: نبرد نایسوس (در یوگسلاوی فعلی)
(گوتها و سکاه‌ها علیه امپراتوری روم)

در طول «بحران قرن سوم» هنگامی که امپراتوری تقریباً سقوط کرد، بزرگترین حمله گوتیک در سال ۲۶۸ اتفاق افتاد. متحدان دریایی گوتها، هرولی، ناوگان حمل ارتش‌های عظیم را در امتداد ساحل دریای سیاه تأمین کردند؛ و سرزمین‌های ساحلی در تراکیه و مقدونیه را ویران کردند. نیروهای عظیم دیگر از رود دانوب در موزیا عبور کردند. حمله گوتها به استان پانونیا نیز تهدید به یک فاجعه بود. در سال ۲۶۸، امپراتور گالینوس پیروزی‌های مهم اولیه ای را در خشکی و دریا بدست آورد، اما این جانشین او کلادیوس دوم بود که سرانجام در جنگ نایسوس در ۲۶۸ یا ۲۶۹ در یکی از خونین‌ترین نبردهای قرن ۳ مهاجمان را شکست داد و متجاوزان متحمل سی تا پنجاه هزار کشته شدند. 

نقشه تهاجمات ۲۶۷–۹

## جنگ گوتیک (۳۶۷–۳۶۹)
(Thervingi تروینجی‌ها در برابر امپراتوری روم شرقی)
مقاله اصلی: والنس
پادشاه گوتیک ارماناریک پادشاهی قدرتمند در شمال دانوب از اوکسین تا دریای بالتیک، برای تأمین نیرو برای پروکوپیوس (غاصب) برای مبارزه با امپراتور والنس حرکت می‌کند. ارتش گوتیک، که گفته می‌شود ۳۰٬۰۰۰ نفر است، برای کمک به پروکوپیوس خیلی دیر رسید، اما با این وجود به تراکیه حمله کرد و شروع به غارت مزارع و تاکستان‌های استان کرد. والنس، پس از غلبه بر پروکوپیوس، به سمت شمال لشکر کشید، گوتها را با نیروی برتر محاصره کرد و آنها را مجبور به تسلیم کرد. در بهار ۳۶۷، والنس از دانوب عبور کرد و به ویزیگوتهای تحت فرمان آتاناریک حمله کرد. گوتها به کوه‌های کارپات فرار کردند و کارزار بدون نتیجه‌گیری قاطع پایان یافت. در بهار بعدی، سیل دانوب از عبور والنس جلوگیری کرد. در عوض او نیروهای خود را صرف ساخت استحکامات می‌کند. در سال ۳۶۹، والنس دوباره از شهر Noviodunum (ایساکا فعلی در رومانی) عبور کرد و با ویران کردن آن منطقه، آتاناریک را مجبور به حمله به او کرد. والنس پیروز شد و آتاناریک اجازه انعقاد آتش‌بس را از Ermanaric گرفت. آتاناریک خواستار پیمان نامه شد و والنس مجبور به انعقاد این پیمان نامه شد. به نظر می‌رسد این پیمان روابط بین گوتها و رومی‌ها را تا حد زیادی قطع کرده و تجارت و مبادله نیروها را به پرداخت خراج محدود کرده‌است.

## جنگ گوتیک (۳۷۶–۳۸۲)
(Greuthungi و Thervingi علیه امپراتوری روم شرقی)
بین سال‌های ۳۷۶ و ۳۸۲ جنگ گوتیک علیه امپراتوری روم شرقی و به ویژه نبرد آدریانوپل معمولاً در تاریخ امپراتوری روم مهم تلقی می‌شود، این اولین واقعه از یک سلسله حوادث قرن بعدی است که موجب فروپاشی امپراتوری روم غربی می‌شود، گرچه هنوز اهمیت نهایی آن برای سقوط امپراتوری مورد بحث است.

## جنگ گوتیک (۴۰۱–۴۰۳)
مقاله اصلی: آلاریک اول
(ویزگوت‌ها علیه امپراتوری روم غربی)
در سال ۴۰۱ آلاریک به ایتالیا حمله کرد، اما در ۶ آوریل ۴۰۲ توسط استیلیچو درنبرد پولنتیا (پولنزا امروزی در ایتالیا) شکست خورد. حمله دوم در همان سال نیز در نبرد ورونا با شکست پایان یافت، آلاریک سنای روم را مجبور به پرداخت باج زیادی به ویزیگوت‌ها کرد و یونان را ویران ساخت. بعداً، آلاریک غارت رم را رهبری کرد (۴۱۰).

## جنگ گوتیک (۴۵۸)
ویزگوت‌های تحت نظر تئودوریک دوم در برابر امپراتوری روم غربی تحت سلطنت امپراتور ماژوریان Majorian
در اواخر سال ۴۵۸ ماژوریان برای حمله به تئودوریک و پس گرفتن استان برای امپراتوری وارد سپتیمانیا (جنوب فرانسه فعلی) شد ماژوریان. تئودوریک را در نبرد Arelate شکست داد، و او را مجبور به ترک سپتیمانیا و عقب‌نشینی به سمت غرب به طرف Aquitania کرد. بر اساس معاهده جدید با رومیان، ویزیگوت‌ها مجبور شدند دست از فتوحات اخیر خود در هیسپانیا برداشته و به وضعیت قبلی فدراسیون بازگردند.

## جنگ گوتیک (۴۶۱–۴۷۶)
ویزگوت‌های تحت نظر Theodoric II تئودوریک دوم، سپس اوریک Euric، علیه امپراتوری روم غربی

## جنگ گوتیک (۵۳۵–۵۵۴)
مقاله اصلی: جنگ گوتیک (۵۳۵–۵۵۴)
(اوستروگوت‌ها علیه امپراتوری روم شرقی در زمان ژوستینین یکم)
جنگ گوتیک بین امپراتوری بیزانس (روم شرقی) در زمان امپراتور ژوستینیان یکم و پادشاهی اوستروگوت‌های ایتالیا از سال ۵۳۵ تا ۵۵۴ در شبه‌جزیره ایتالیا، دالماتیا، ساردینیا، سیسیل و کورسیکا (جزیره کرس) رخ داد.
مورخان معمولاً جنگ را به دو مرحله تقسیم می‌کنند
- از ۵۳۵ تا ۵۴۰: با سقوط پایتخت اوستروگوت راونا Ravenna و فتح مجدد ایتالیا توسط بیزانس پایان می‌یابد.
- از ۵۴۰/۵۴۱ تا ۵۵۳: احیای مجدد گوتیک تحت سلطه توتیلا، که پس از یک مبارزه طولانی توسط ژنرال بیزانسی نارسس سرکوب شد، و همچنین حمله ای در سال ۵۵۴ توسط فرانک‌ها و آلامانی‌ها را دفع کرد،

در سال ۵۵۴ ژوستینین یکم قانون دولت جدید ایتالیا را ابلاغ کرد. بعداً، بیزانسی‌ها خود را در برابر حمله لومباردها در سال ۵۶۸ ناتوان دانستند، که در نتیجه قسطنطنیه کنترل دائمی بخشهای زیادی از شبه جزیره ایتالیا را از دست داد.